# 比辛根
比辛根（發音：[ˈbiːzɪŋən]）是德国巴登-符腾堡州蒂宾根行政区措伦阿尔布县的市镇，面积32.83平方千米，2023年12月31日人口为9,848人。著名的霍亨索伦城堡即位于该镇。